# 1976 ve fotografii
Tento článek obsahuje významné fotografické události v roce 1976.

## Události
- 25. července – vznikla fotografie Cydonia Mensae připomínající humanoidní tvář na Marsu.
- Byla založena norská fotografická agentura Samfoto se sídlem v Oslu.
- Rencontres d'Arles červenec–září, osobnosti: Ernst Haas, Bill Brandt, Man Ray, Marc Riboud, Agentura Magnum Photos, Eikoh Hosoë, Judy Dater, Jack Welpott, Doug Stewart, Duane Michals, Leslie Krims, Bob Mazzer, David Hurn, Mary Ellen Mark, René Groebli nebo Guy Le Querrec.

## Ocenění
- World Press Photo – Françoise Demulder, první žena, která získala WPP

- Prix Niépce – Eddie Kuligowski, Claude Nuridsany a Marie Pérennou
- Prix Nadar – Georg Gerster, La Terre de l'Homme, Curych, ed. Atlantis

Der Mensch auf seiner Erde (Člověk na své Zemi), Curych 1975
- Zlatá medaile Roberta Capy – Catherine Leroy (Gamma), Time, zpravodajství z pouličních nepokojů v Bejrútu.
- Cena Ansela Adamse – C. Scott Heppel
- Pulitzerova cena
  -  Pulitzer Prize for Spot News Photography – Stanley Forman, Boston Herald-American za jeho sérii fotografií požáru v Bostonu dne 22. července 1975.
  -  Pulitzer Prize for Feature Photography – Fotografové Louisville Courier-Journal and Times, „za komplexní obrazové zprávy o dojíždění autobusem do škol v Louisville.“

- Cena za fotografii Ihei Kimury – Hirara Takashi (平良 孝七)
- Cena Nobua Iny – Gašó Jamamura

- Cena Ericha Salomona – Magazín Zeitmagazin
- Cena za kulturu Německé fotografické společnosti – Rosemarie Clausen  a Regina Relang  a Liselotte Strelow

## Velké výstavy
Přehled vybraných významných výstav:
- William Eggleston guide's, výstava, kterou organizoval John Szarkowski, při Museum of Modern Art (MoMA), New York, jednalo se o debut barevných fotografií autora Williama Egglestona v MoMa.

## Knihy vydané v roce 1976
- La Survivance, Édouard Boubat, Mercure de France, ISBN 2-7152-0011-0.

## Významná výročí
- 1876 – Ferdinand Hurter a Vero Charles Driffield začali systematicky pozorovat vlastnosti a určovali charakteristické citlivosti fotografické emulze – položili základy denzitometrie a senzitometrie (1890).

## Narození v roce 1976
- 1. ledna – Altaf Qadri, indický fotoreportér, spolupracující s agenturou Associated Press
- 18. ledna – Daniela Komatović, česká designérka šperků, grafická designérka, malířka a fotografka
- 27. ledna – Zoriah Miller, americký fotožurnalista a válečný fotograf
- 4. února – Pavel Vančát, český historik fotografie a kurátor
- 8. března – Tom Nuyens, belgický fotograf
- 27. dubna – Filip Láb, český teoretik fotografie, fotograf a pedagog Fakulty sociálních věd Univerzity Karlovy v Praze († 31. května 2021)
- 30. dubna – Tasya van Ree, havajská umělkyně a fotografka působící v Los Angeles, černobílé fotografie celebrit
- 3. června – Tomáš Hulík, slovenský přírodovědec, dokumentarista a fotograf
- 8. července – Åsa Sjöström, švédská fotografka
- 24. července – Jan Homola, český fotograf
- 27. července – Véronique Haillot Canas da Silva, francouzský fotograf
- 1. srpna – Bob Pixel, ghanský fotograf († 25. února 2021)
- 26. září – Barbora Milotová, česká herečka a fotografka
- 20. října – Plamen Goranov, bulharský fotograf, horolezec a bojovník za občanská práva († 3. března 2013)
- 3. prosince – Adeyto, francouzská fotografka
- ? – Štěpán Hon, český reportážní, dokumentární a portrétní fotograf, cestovatel a autor cestopisných publikací
- ? – Petra Doležalová, česká fotografka, cestovatelka a dokumentaristka
- ? – Petr Hricko, český fotograf
- ? – Štěpánka Stein, česká fotografka
- ? – Jacob Aue Sobol, dánský fotograf
- ? – Rjó Kamejama, japonský fotograf, Cena Kena Domona
- ? – Vincent Munier, francouzský fotograf divoké přírody
- ? – Alexia Sinclairová, australská umělecká fotografka
- ? – O Zhang, čínská fotografka, fotografuje čínskou mládež, včetně čínských dívek adoptovaných Američany a čínské studenty umění v Londýně
- ? – Hiromix, japonská fotografka, život z pohledu dospívajícího, fotografické knihy o identitě, komunitě, genderu a každodennosti
- ? – Claudia Guadarrama, mexická dokumentární fotografka
- ? – Nadim Asfar, francouzsko-libanonský fotograf a filmař
- ? – Julien Coquentin, francouzský fotograf

## Úmrtí v roce 1976
- 3. března – Pierre Molinier, francouzský malíř a fotograf (* 1900)
- 31. března – Paul Strand, americký fotograf a filmař (* 1890)
- 4. dubna – Boris Ignatovič, sovětský novinářský fotograf (* 4. dubna 1899)
- 24. června – Minor White, americký fotograf, teoretik, kritik a pedagog (* 9. července 1908)
- 24. června – Imogen Cunningham, americká fotografka známá svými akty, botanickou fotografií a průmyslovými krajinami (* 1883)
- 9. července – Arnold Gingrich, americký fotograf (* 5. prosince, 1903)
- 15. září – Josef Sudek, český fotograf (* 17. března 1896)
- 4. listopadu – Markéta Popperová, pražská německá fotografka ve 30. letech 20. století, její tvorbu lze přiřadit k tvorbě skupiny Neues Sehen (* 17. května 1896)
- 18. listopadu – Man Ray, americký umělec a fotograf (* 1890)
- ? – Vladimir Petrovič Grebněv, sovětský fotoreportér (* 1907)